# Tarnaörs
Tarnaörs là một thị trấn thuộc hạt Heves, Hungary. Thị trấn này có diện tích 30,28 km², dân số năm 2010 là 1826 người, mật độ 60 người/km².